# Řád alcántarských rytířů

Kříž řádu z Alcántary

Řád alcántarských rytířů nebo Militia S. Jacobi de Alcantara, vedle calatravského a svatojakubského je nejmladší ze tří španělských duchovních rytířských řádů .

## Dějiny
Bratrstvo, které založili v roce 1156 bratři Suarez a Gomez Fernandez de Barrientos na obranu pohraničního hradu San Julian de Pereyro proti Maurům, a podle kterého se zpočátku nazývali san julianským bratrstvem. Roku 1177 papež Alexandr III. řádu potvrdil stanovy, vycházející ze zmírněné řehole sv. Benedikta. Odznakem byl červený pás a prvním představeným byl sám Gomez, zpočátku jako převor, poté jako velmistr. Když král Alfons IX. roku 1213 dobyl Alcantaru, odevzdal ji calatravskému řádu, jehož velmistr Martinez Fernandez ji daroval roku 1218 řádu san-julianskému, a ten přijal jméno svého nového sídla. Alcántarští rytíři se podrobili dozoru a řeholi calatravského řádu, později však nabyli úplné samostatnosti a jejich prvním velmistrem byl don Diego Sancho. Řád měl trojí členy: duchovní, rytíře a služební bratry. Nosili cisterciácké bílé roucho, upravené k pohodlnému zacházení se zbraněmi, které neodkládali ani v boji ani v noci. V bojích proti Maurům se znamenitě osvědčili a tím nabyli nejenom slavnou pověst, ale i velkou moc a bohatství. Avšak vážnost řádu začala klesat, když přestaly boje s Maury, zejména za vnitřních sporů v říši, kterých se také účastnili. Proto se podařilo Ferdinandovi II., který byl už velitelem obou ostatních španělských rytířských řádů, že poslední (38.) samostatný alcántarský velmistr Juan de Zuniga po vůli papeže Innocence III. složil roku 1494 svůj úřad v ruce krále Ferdinanda Kastilského, a velmistrovství nadále zůstalo při španělské koruně. Papež Hadrián VI. spojil velmistrovství všech tří řádů na věčné časy se španělskou korunou, čímž rozmnožil moc i jmění panovníků. Úkolem rytířů bylo nyní bojovat proti Turkům, kacířům a církevním nepřátelům. Pavel III. zmírnil v roce 1540 dosavadní sliby a dovolil rytířům se ženit, ale pouze jednou v životě, a Řehoř XIII. jim dovolil pořizovat poslední vůli. Až do roku 1808, kdy král Josef zrušil alcántarský řád a odňal mu rozsáhlé statky, měl řád 37 komend s 53 městy a vesnicemi, z nichž mu po restauraci v roce 1814 byla vrácena jen malá část, a za revoluce r. 1835 byl zbaven i tohoto zbytku. Tehdy byl zrušen i jeho duchovní ráz, a jméno i odznak byly přeneseny na záslužný řád vojenský, jenž od té doby několikrát byl zrušen a opět obnoven. Odznakem řádu je zelený maltézský kříž, jehož ramena jsou spojena zlatými liliemi, a nosí se zavěšen okolo krku na zelené stuze, také na kabátci a bílém plášti je vyšit hedvábím zelený kříž.
Současným velmistrem řádu je španělský král Filip VI. Španělský.

## Linky
- The Military Order of Alcántara, Guy Stair Sainty